# Ferrocarril Transasiático

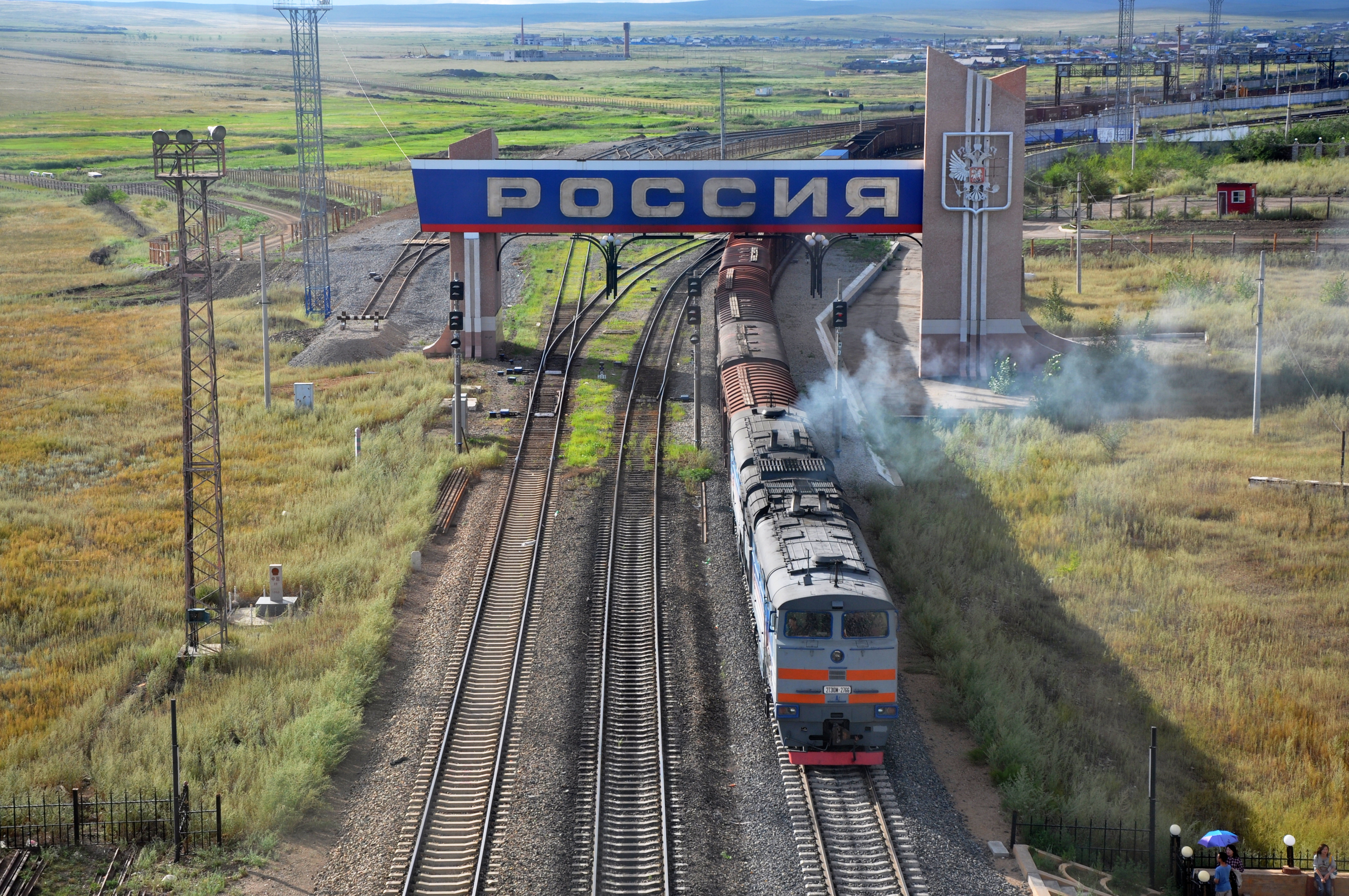
Tren de mercancías atravesando la frontera entre Rusia y China

El Ferrocarril Transasiático (en inglés Trans-Asian Railway (TAR)) es un proyecto para crear una red integrada de ferrocarriles de mercancías a través de Europa y Asia. El TAR es un proyecto de la Comisión económica y social para Asia y el Pacífico de las Naciones Unidas (UNESCAP).
El proyecto, que fue iniciado en la década de 1950, tiene por objetivo establecer una conexión ininterrumpida de vías férreas a lo largo de 14.000 km entre Singapur y Estambul (Turquía) con la posibilidad de conexiones ulteriores a Europa y África. Por esa época, el transporte por aire y por mar no estaba tan desarrollado, y el proyecto prometía reducir en forma significativa los tiempos y costos del transporte de cargas entre Europa y Asia. El avance del TAR, desde sus comienzos hasta mediados de la década de 1980, fue entorpecido por obstáculos de índole política y económica. Hacia la década de 1990, el fin de la Guerra Fría y la normalización de las relaciones entre algunos países aumentaron la probabilidad de crear una red de ferrocarril a través del continente asiático.
El TAR ha sido visto como una forma de manejar los grandes incrementos del comercio internacional entre las naciones euroasiáticas y facilitar el creciente intercambio de bienes en estos países. También es una forma de mejorar las economías y la accesibilidad de países sin puertos marítimos, tales como Laos, Afganistán, Mongolia y las repúblicas asiáticas centrales.
Una gran parte de la vía ferroviaria ya existe, aunque subsisten algunas brechas importantes. Los diferentes anchos de vía en esta región han sido uno de los mayores retos. Existen cuatro anchos de vía distintos en todo el continente: en la mayor parte de Europa, así como en Turquía, Irán, China y las Coreas, usan una trocha de 1435 mm, conocida como ancho de vía normal; Finlandia, Rusia y las antiguas repúblicas soviéticas tienen una trocha de 1520 mm; la mayoría de los ferrocarriles en India, Pakistán, Bangladés y Sri Lanka disponen de la trocha de 1676 mm, y casi todo el sudeste asiático usa una trocha de 1 m. El TAR ha sido concebido para no sea necesario modificar las trochas utilizadas por cada nación; para ello se construirán dispositivos mecanizados que trasladarán los contenedores de transporte de un tren a otro en los puntos donde haya cambios de trocha.
Hasta 2001 se han estudiado cuatro corredores como parte del plan:
- El Corredor Norte conectará a Europa y el Pacífico vía Alemania, Polonia, Bielorrusia, Rusia, Kazajistán, Mongolia, China y las Coreas con cambios de trochas en la frontera polaco-bielorrusa (1435 mm a 1520 mm), la frontera chino-kazaca (1520 mm a 1435 mm) y la frontera chino-mongola (1520 mm a 1435 mm). El ferrocarril transiberiano con 9.200 km cubre una gran parte de esta ruta y transporta grandes cantidades de bienes desde el Este asiático a Moscú, y de ahí al resto de Europa. Debido a problemas políticos con Corea del Norte, la mercancía de Corea del Sur debe ser enviada por mar al puerto de Vladivostok para acceder a esta ruta.

- El Corredor Sur irá desde Europa al sudeste asiático conectando a Turquía, Irán, Pakistán, India, Bangladés, Birmania y Tailandia, con conexiones a la provincia china de Yunnan y a Singapur, vía Malasia. Existen huecos en el Irán oriental, entre India y Myanmar, entre Myanmar y Tailandia, entre Tailandia y Camboya, entre Camboya y Vietnam, y entre Tailandia y Yunnan. Los cambios de vía  ocurren u ocurrirán en las fronteras iraní-pakistaní (1435 mm a 1676 mm), Indio-birmana (1676 mm a 1000 mm) y en China (1000 mm a 1435 mm).

- Una Red del Sudeste Asiático

- El Corredor Norte-Sur conectará al norte de Europa con el Golfo Pérsico. La ruta principal comienza en Helsinki (Finlandia) y continúa a través de Rusia hasta el mar Caspio, donde se divide en tres rutas: al oeste a través de Azerbaiyán, Armenia e Irán occidental; una ruta central a través del mar Caspio hasta Irán vía ferry; y una ruta occidental a Kazajistán, Uzbekistán y Turkmenistán a Irán occidental. Las rutas se reúnen en la capital iraní de Teherán y continúan al puerto de Bandar Abbas.